# Ронов, Александр Борисович
Александр Борисович Ро́нов (3 (16) декабря 1913 года, Полтава — 14 сентября 1996 года, Москва) — российский учёный, специалист в области геохимии, доктор геолого-минералогических наук, академик Российской академии наук.

## Биография
- Окончил  геологический факультет ЛГУ в 1938 году.
- Работал в Радиевом институте АН СССР, в Институте физики Земли АН СССР, в Институте геохимии и аналитической химии им. В. И. Вернадского[1].
- 1 июля 1966 избран членом-корреспондентом АН СССР.
- 11 июня 1992 избран академиком Российской академии наук.

Похоронен в Москве на Троекуровском кладбище.

## Награды, премии
- Орден «Знак Почёта» (1973)[3][4]
- Золотая медаль имени В. И. Вернадского (1984) за серию работ по проблеме «Строение, состав и развитие осадочной оболочки Земли»
- Государственная премия РФ за цикл работ «Эволюция осадочной оболочки Земли (палеогеография, литология, геохимия, тектоника)» (1995)[5]

## Из библиографии
- История атмосферы / М. И. Будыко, А. Б. Ронов, А. Л. Яншин. — Л. : Гидрометеоиздат, 1985. — 208 с.